# Polska na drużynowych mistrzostwach Europy w lekkoatletyce
Polska na drużynowych mistrzostwach Europy w lekkoatletyce – reprezentacja Polski uczestniczy w lekkoatletycznym drużynowym czempionacie Starego Kontynentu od jej pierwszej edycji, która miała miejsce w 2009 roku. Polska rywalizuje w gronie 12 czołowych europejskich reprezentacji w zawodach superligi. Najlepszym wynikiem reprezentacji w dotychczas rozegranych edycjach imprezy było zwycięstwo w 2019 i 2021 roku.

## Edycje
| Drużynowe mistrzostwa Europy | Kapitan                          | Liga      | Pozycja    | Punkty     | Zwycięzca |
| Leiria 2009                  | Szymon Ziółkowski                | Superliga | 5. miejsce | 289 pkt.   | Niemcy    |
| Bergen 2010                  | Tomasz Majewski                  | Superliga | 7. miejsce | 278 pkt.   | Rosja     |
| Sztokholm 2011               | Tomasz Majewski                  | Superliga | 6. miejsce | 264 pkt.   | Rosja     |
| Gateshead 2013               | Tomasz Majewski                  | Superliga | 3. miejsce | 307,5 pkt. | Niemcy    |
| Brunszwik 2014               | Tomasz Majewski                  | Superliga | 3. miejsce | 295 pkt.   | Niemcy    |
| Czeboksary 2015              | Tomasz Majewski                  | Superliga | 4. miejsce | 317 pkt.   | Rosja     |
| Lille 2017                   | Marcin Lewandowski               | Superliga | 2. miejsce | 296 pkt.   | Niemcy    |
| Bydgoszcz 2019               | Marcin Lewandowski               | Superliga | 1. miejsce | 345 pkt.   | Polska    |
| Chorzów 2021                 | Kamila Lićwinko                  | Superliga | 1. miejsce | 181,5 pkt. | Polska    |
| Chorzów 2023                 | brak informacji                  | Dywizja 1 | 2. miejsce | 402,5 pkt. | Włochy    |
| Madryt 2025                  | Piotr Lisek i Natalia Bukowiecka | Dywizja 1 | 2. miejsce | 405,5 pkt. | Włochy    |